# Selim II
Selim II (Istanbul, 30 de maig de 1524 – Istanbul, 13 de desembre de 1574) va ser soldà de l'Imperi Otomà del 1566 fins a la seva mort.

## Joventut
Era fill de Solimà el Magnífic (1520 – 66) i la seva muller predilectaRoxelana (Hürrem Sultan), essent el tercer fill mascle i el quart dels sis fills i filles de Solimà.
El seu primer càrrec el va rebre el 1542 quan tenia divuit anys, essent nomenat sandjakbegi de Karaman, amb seu a Konya. El 1548 fou enviat a Edirne. El seu germà gran Mustafà, va morir el 1553 i el va seguir un altre germà, Jahangir; Selim i el seu germà més jove, Baiazet, van quedar com els únics prínceps mascles de Solimà I. La seva mare Hürrem Sultan va morir el 1558 i llavors, tots dos prínceps es van disputar la successió. Amb suport de tropes enviades per Solimà manades pel tercer visir, el serbi Sokollu Mehmed Pasha (Mehmed-paša Sokolović), Selim va derrotar les forces del seu germà petit a la batalla de Konya (1559), i el vençut va fugir a Pèrsia on finalment fou assassinat a petició de Solimà, el 1562. Selim, mentrestant, fou nomenat governador del sandjak de Kutahya, on va restar fins a la mort de Solimà a Szigetvar (Hongria) el setembre de 1566. L'ara gran visir Sokollu Mehmed Pasha va amagar la seva mort unes setmanes, per donar temps a Selim a presentar-se a la capital. D'allí va anar a Belgrad, on fou aclamat per l'exèrcit. Per aquells dies el kapudan pasha Piyale Pasha va conquerir Sakiz (Quios) als genovesos, encara sota Solimà, malgrat que això no es va saber a la capital fins que en Selim ja havia estat coronat.

## Soldanat
Selim II es va convertir llavors en soldà, essent el primer de l'Imperi Otomà qui mancava de qualsevol interès pels afers militars i estava decidit a deixar tot el poder en mans dels seus ministres, sempre que no li posessin problemes a continuar amb les seves contínues orgies i bacanals. Per aquest motiu fou conegut pels turcs com Selim el Ros (Sarı Selim) i dels europeus com Selim el Borratxo (en turc: Sarhoş Selim). El seu Gran Visir, Sokollu Mehmed (que va ser gran visir tot el seu regnat i encara després fins al 12 d'octubre de 1579) va tenir el control de la majoria dels afers d'estat, i dos anys després de la coronació de Selim va aconseguir firmar a Constantinoble un tractat amb l'emperador del Sacre Imperi (17 de febrer de 1568) pel qual aquest es comprometia a fer-li un "regal" anual de 30.000 ducats i reconeixia l'autoritat dels otomans sobre Moldàvia i Valàquia. El 1567 els otomans van reprimir un aixecament de tribus àrabs a Bàssora, però al mateix temps l'aixecament zaydita al Iemen va suposar la pèrdua de Sanà.

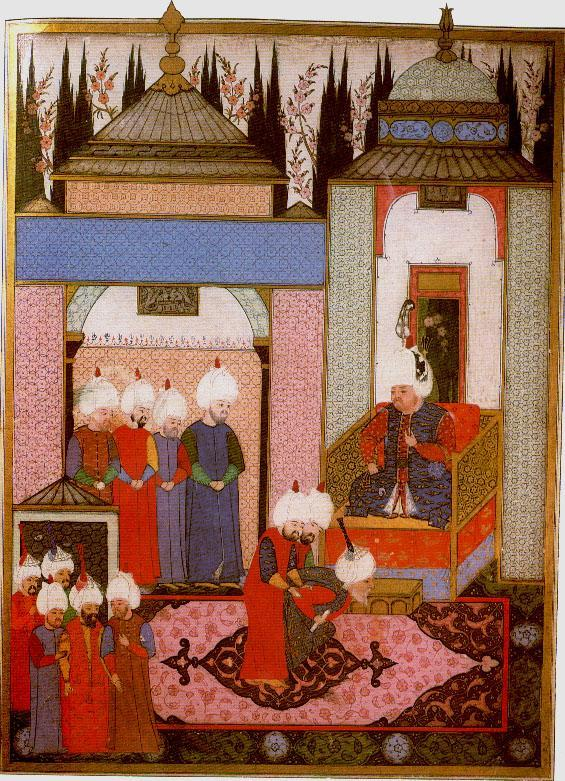
Selim II rebent ambaixadors a Edirne

El primer conflicte entre l'Imperi Otomà i el seu futur rival del nord Rússia va acabar de forma més desfavorable per Selim. Per tal de dur a terme un projecte d'unir el Volga i el Don mitjançant un canal, l'estiu de 1569 una força nombrosa de geníssers i cavalleria, acompanyada de la flota otomana, va ser enviada a posar setge a Astracan i iniciar les obres del canal. Però una sortida de la guarnició d'Astracan va trencar el setge, l'exèrcit de reserva rus va dispersar els treballadors del canal i la flota va ser destruïda per una tempesta; el canal només es va construir en una tercera part i les obres ja no es van reprendre mai més. A principis del 1570 els ambaixadors del tsar Ivan IV de Rússia van acordar un nou tractat a Istanbul que restablia les relacions amistoses entre el soldà i el tsar. L'expansió per mar va ser reeixida amb les expedicions a Hijaz i el Iemen (1568-1570) inicialment sota comandament d'Özdemiroğlu Osman Pasha i després del governador d'Egipte Koca Sinan Pasha, que van suposar la recuperació del Iemen que va formar un eyalat (abans eren dues províncies).
El 1571 els otomans manats per Lala Mustafa Pasha van conquerir Xipre als venecians, i fou constituïda en beglerbegilik; aquesta conquesta va donar accés a Selim al seu vi preferit. La flota otomana va patir una greu derrota a la batalla de Lepant l'octubre de 1571 davant la flota del Papa, Venècia i catalana-castellana manada per Joan d'Àustria, que va suposar un fre a l'expansió naval otomana i va posar fi a l'activitat corsària a la Mediterrània, però la flota va poder ser reconstruïda durant l'hivern de 1571-1572 (en sols 6 mesos ja estava formada de 150 galeres i 8 galions). A finals del 1572 els catalans-castellans van ocupar la fortalesa d'Halk al-Wadi (La Goulette) prop de Tunis, però els otomans la van recuperar l'agost de 1574 manats pèr Koca Sinan Pasha i Tunis i dependències van formar un nou beglerbegilik de manera que tot el Magreb central i oriental estava en mans otomanes. La flota otomana fou demanada de diversos llocs com la mar Roja i fins i tot des de Sumatra per ajudar a lluitar contra els portuguesos.

## Mort
Va morir el 13 de desembre de 1574 a Istanbul d'una caiguda al hammam (bany) del palau. El va succeir el seu fill gran Murat III que va tenir amb la veneciana Khasseki Nur Banu. Els altres cinc fills foren executats i enterrats a la mateixa tomba que el seu pare a la mesquita de Santa Sofia (Aya Sofya); tres filles es van casar amb visirs al mateix temps el 1562: una de nom Ismikhan amb Sokoluu Mehmed; una altra de nom Gewherkhan amb el kapudan pasha Piyales Pasha; i la tercera, Shah, amb Hasan Pasha (i més tard casada novament amb Dal Mahmud Pasha).